# Diga di Kaymaz
La diga di Kaymaz è una diga della Turchia. Il villaggio di Kaymaz si trova nel distretto di Sivrihisar nella provincia di Eskişehir.

## Fonti
- (EN) www2.dsi.gov.tr/tricold/kaymaz.htm Sito dell'agenzia turca delle opere idrauliche Archiviato il 15 febbraio 2009 in Internet Archive.